# Pternopetalum leptophyllum
Pternopetalum leptophyllum är en flockblommig växtart som först beskrevs av Stephen Troyte Dunn, och fick sitt nu gällande namn av Hand.-mazz. Pternopetalum leptophyllum ingår i släktet Pternopetalum och familjen flockblommiga växter. Inga underarter finns listade i Catalogue of Life.